# ميناء عدن

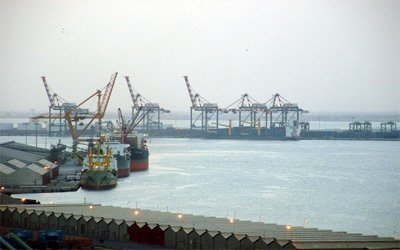
ميناء عدن.

شعار ميناء عدن

ميناء عدن هو إحدى الموانئ البحرية الرئيسية والهامة بمنطقة خليج عدن، والذي يقع بمدينة عدن في اليمن. يعتبر ميناء عدن من أكبر الموانئ الطبيعية في العالم وخلال الخمسينات من القرن الماضي تم تصنيفه كثاني ميناء في العالم بعد نيويورك لتزويد السفن بالوقود.

## نبذة تاريخية

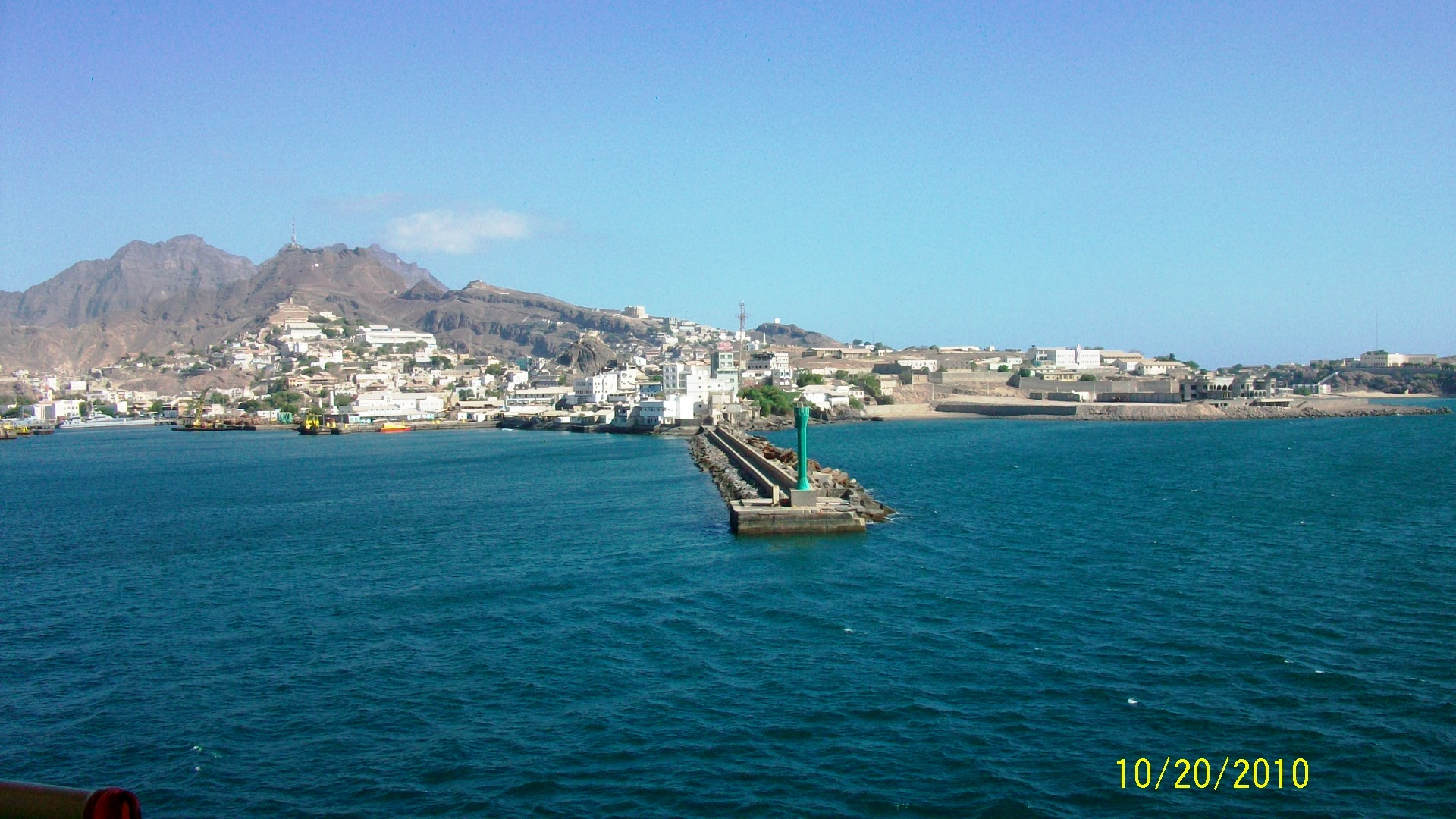
منارة صغيرة خضراء اللون بميناء عدن، وتوجد أخرى (منارة عدن) بيضاء اللون

تستمد مدينة عدن أهميتها وحيويتها من خلال ميناء عدن، وتعود قصة عدن كمركز تجاري عريق إلى أكثر من 3000 سنة.

### التاريخ القديم
ورد ذكر عدن في «سفر حزقيال» في العهد القديم كأحد المدن ذات العلاقة التجارية مع صور اللبنانية كون عدن كانت أحد المحطات المهمة لتجارة التوابل الذي كان منتعشا لمدة ألفية كاملة،  كانت المدينة في بدايتها شبه جزيرة صغيرة بلا موارد طبيعية تذكر ولكن موقعها بين مصر والهند جعلها ذا شأن مهم في طريق التجارة العالمية القديم. كانت المدينة موطن مملكة أوسان القديمة من القرن الثامن للسابع ق.م  في بدايات القرن السابع ق.م، شن كربئيل وتر الأول ملك مملكة سبأ حملة على أوسان قُتل خلالها وفق النصوص السبئية ستة عشر ألف قتيل وتم استعباد أربعين ألف نسمة وتقديم ملوك أوسان قرابين ال مقه. وأسقط الحِميَّريون مملكة سبأ عام 275 للميلاد وسيطروا على عدن.
سقطت مملكة حمير في الربع الأول من القرن السادس قبل الميلاد وذكر يوسف أسأر يثأر باب المندب في إحدى كتاباته فقد كانت قوات مملكة أكسوم تغزو اليمن من خلاله، أرسل الإمبراطور البيزنطي جستنيان الأول أسطولاً لقتال الحميريين ودعم مملكة أكسوم والقوات الحبشية، دخل الأسطول عن طريق عدن. تشير المصادر البيزنطية أن الإمبراطورية الساسانية سيطرت على المدينة عام 671 للميلاد.

### التاريخ الحديث
قام ماركو بولو وابن بطوطة بزيارة مدينة عدن في القرنين الحادي عشر والثاني عشر. وفي عام 1800م تطور ميناء عدن وبدأ بتقديم خدمة التزود بالوقود والفحم والمياه للسفن البخارية.
أتسعت الخدمات المقدمة من قبل الميناء وخاصة بعد فتح قناة السويس عام 1869م ليصبح ميناء عدن عام 1950م، واحداً من أكثر الموانئ ازدحاما لتموين السفن بالوقود، ومركزاً للتسوق والتجارة في العالم. كانت الصنادل تقوم بنقل البضائع بين السفن الراسية في الميناء الداخلي والأرصفة بينما تقوم السفن الشراعية بنقل البضائع من وإلى الموانئ الإقليمية.
توقف الزمن بالنسبة لعدن مع إغلاق قناة السويس حتى عام 1975 م وتغير المسار التجاري بتغيير المسار الملاحي لحركة البضائع عبر القرن الأفريقي، مما دفع بدول الجوار القيام ببناء موانئها وتجهيزها بأحدث الوسائل لمواكبه ازدياد الحركة وذلك بتشييد مراسي مباشرة عميقة تلبية للطلب.
بقيام الوحدة اليمنية في مايو عام 1990 ، بلغ عدد سكان اليمن نحو 15 مليون نسمة وكان للوحدة تأثير إيجابي في عدد من المجالات منها زيادة إنتاج النفط واحتياطي الغاز، تغييرات هامة وإيجابية في البلد نتجت عنها الخصخصة السريعة، زيادة الاستثمار والتوسع في إنتاج الصناعات التحويلية لتلبية الطلب المحلي والخارجي. بدأ بعدها نشاط الترانزيت في ميناء عدن وارتفعت الإنتاجية في محطة المعلا من أقل من 10.000 حاوية نمطية في عام 1994 إلى أكثر من 100.000 في عام 1998 / 1999م.
تم بناء محطة عدن للحاويات في الشاطئ الشمالي من ميناء عدن الداخلي لإستيعاب سفن الحاويات الضخمة. وتم افتتاح المحطة في مارس 1999 م. وتوفر المحطة خدمات مناولة الحاويات من الدرجة الأولى. وقد بلغت إنتاجية المحطة ما يقارب 500.000 حاوية نمطية في عام 2008 م.

## الموقع
يقع الميناء في خليج عدن على الساحل الجنوبي لليمن، على خط عرض 47 درجة، و12 دقيقة شمالاً. وخط طول 58 درجة، و44 دقيقة شرقاً. ويبعد بنحو 95 ميل بحري شرقي باب المندب البوابة الجنوبية للبحر الأحمر.
تمتد حدود الميناء من رأس أبو قيامة بزاوية (166) درجة وبمسافة 1.76 ميل إلى خط عرض 12 درجة و44 دقيقة شمالاً، وخط طول 44 درجة و57 دقيقة شرقاً ومن ذلك المكان وبزاوية (90) درجة إلى خط عرض 12 درجة و42 دقيقة شمالاً وخط طول 45 درجة وصفر دقيقة شرقاً، ومن ذلك المكان وبزاوية (7) درجات ومسافة 3.15 ميل إلى الجزيرة المدورة (دنافة).

## الوصف العام
يقع ميناء عدن على الخط الملاحي الدولي الذي يربط الشرق بالغرب، ولا تحتاج السفن لأكثر من 4 أميال بحرية فقط لتغيير اتجاهها للوصول إلى محطة إرشاد الميناء. ويتميز الميناء بأنه محمي طبيعياً من الأمواج، والرياح الموسمية الشمالية الشرقية، والجنوبية الغربية، وذلك لأنه يقع بين مرتفعي جبل شمسان على بعد 553 متر وجبل المزلقم على بعد 374 متر، مما يمكنه من العمل دون توقف طوال العام. ويغطي الميناء مساحة مقدرة بـ 8 ميل بحري من الشرق إلى الغرب و5 ميل بحري من الشمال إلى الجنوب.

## مكونات الميناء
يتكون ميناء عدن من منطقتين هما الميناء الخارجي والميناء الداخلي:-
- منطقة (الميناء الخارجي): وتستخدم لأغراض الإرساء فقط، وفيها أيضا ميناء الزيت في عدن الصغرى الواقعة في الجهة الغربية من الميناء.[12]

- منطقة (الميناء الداخلي): والتي تقدم فيها الخدمات البحرية المعتادة كالإرشاد، القطر، مناولة البضائع، وغيرها.[13]

يفصل الميناء الداخلي والخارجي خط يمتد على طول كاسر الأمواج. ويتم الوصول إلى هذه المرافق عبر قناة عبور تبدأ من منتصف الطريق بين مرتفعي خليج الفيل وعدن الصغرى.
يبلغ عمق الجزء الخارجي للقناة 15 متر من نقطة التفرع، حيث تتجه القناة غرباً بعمق 14.7 متر إلى ميناء الزيت في عدن الصغرى حيث توجد أربعة مراسي دولفينات لمناولة النفط بعمق يتراوح ما بين 11.5 متر إلى 15.8 متر بالإضافة إلى مراسي مباشرة بعمق 11 متر لغرض شحن غاز البترول المسال وسفن البضاعة الجافة ومراسي الدحرجة. أما القناة المؤدية إلى الميناء الداخلي تتجه نحو الشمال الشرقي من نقطة التفرع وبعمق 15 متر.

## وصلات خارجية
- موقع ميناء عدن الرسمي. (الوصلة: باللغة الإنجليزية)
- صفحة ميناء عدن بموقع اتحاد الموانئ البحرية العربية